# El triunfo de Galatea (Carracci)

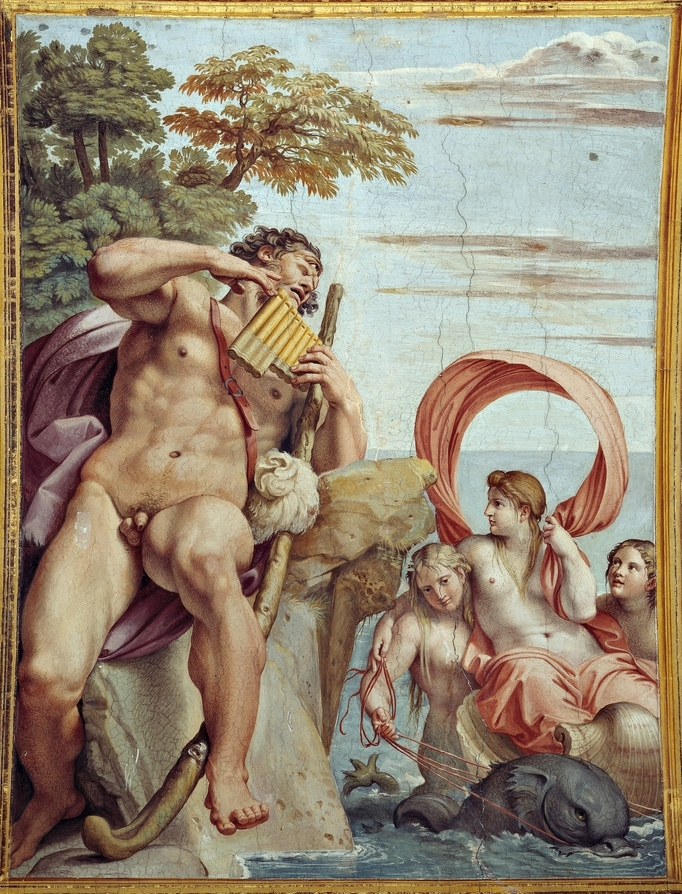
Polifemo y Galatea.

El triunfo de Galatea es un fresco del pintor barroco italiano Annibale Carracci situado en el Palacio Farnesio de Roma. Los frescos de la bóveda fueron realizados entre el año 1597 y 1605.
La decoración de este palacio debe considerarse como la obra capital del famoso artista boloñés, que empleó ocho años en este magnífico trabajo por el cual se dice que solo recibió 800 escudos, cantidad miserable cuya exigüidad contrasta con el gran número de frescos inspirados en asuntos mitológicos que adornan la gran galería del palacio, en los que Carracci hizo un verdadero derroche de talento.   
Entre ellos, existen tres relativos a la historia de Galatea, representando el de mayor importancia el triunfo de ésta. Evidentemente, Carracci se inspiró en la obra homónima de Rafael, si bien hay gran diferencia entre ellas. La gracia y la elegancia que caracterizan la composición en general de cada una de las figuras del fresco de la Farnesina no son lo característico del que se conserva en el palacio Farnesio, en el que Galatea no es más que una nereida vulgar que, adoptando una actitud académica afectada, descansa en los brazos de un centauro marino de expresión insignificante. En torno a estos personajes, unas náyades casi desnudas montadas en delfines ostentan sus robustas formas mientras un tritón sopla afanoso en una gruesa caracola. Se añade a esto el obligado acompañamiento de amorcillos que revolotean disparando flechas o se sumergen en las aguas jugueteando con los delfines. 
A cambio de esta falta de originalidad y de naturalidad, se observa en la obra un dibujo sabio y enérgico y una inigualable técnica del fresco. La imitación de los grandes maestros que preconizaba la Escuela Boloñesa, hija del eclecticismo de los Carracci, no podría traer otros resultados. Cabe pensar que Annibale, dotado de un temperamento fogoso y perfectamente dispuesto para la observación de la naturaleza, habría podido hacer una obra inimitable si en vez de seguir la idea del gran pintor de Urbino se hubiera abandonado a su propia inspiración. Basta para convencerse de ello echar una ojeada a otras composiciones del Palacio Farnesio para ver hasta dónde alcanzaban sus envidiables dotes artísticas. 